# 青春怪談
『青春怪談』（せいしゅんかいだん）は、獅子文六による小説。1954年4月27日から11月12日まで『読売新聞』に連載後、同年に新潮社から刊行された。1955年には新潮文庫から刊行。2017年にはちくま文庫で再刊された。
同作品を原作とした映画を、日活と新東宝がそれぞれ製作し、1955年4月19日に揃って公開された。同じ原作を異なる映画会社が競作し、封切り日まで同じにするという珍しい公開形式をとっている。
本項では、同作品を原作としたテレビドラマについても述べる。

## 解説
日活版は『女性に関する十二章』と同じく和田夏十が脚色して市川崑が監督。新東宝版は飯岡謙之助が脚本を書いて阿部豊が監督した作品である。

## 映画（日活版）

### スタッフ
- 製作：山本武、高木雅行
- 監督：市川崑
- 原作：獅子文六
- 脚本：和田夏十
- 撮影：峰重義
- 照明：藤林甲
- 美術：中村公彦
- 録音：神谷正和
- 編集：辻井正則
- 助監督：山崎徳次郎
- 音楽：黛敏郎
- 協力：服部・島田バレエ団
- 記録：土屋テル子
- 製作進行：中井景
- スチール：斎藤耕一

### キャスト
- 奥村千春：北原三枝
- 奥村鉄也：山村聡
- 宇都宮慎一：三橋達也
- 宇都宮蝶子：轟夕起子
- 船越トミ：山根寿子
- 筆駒：瑳峨三智子
- 藤谷新子（シンデ）：芦川いづみ
- 芦野良子：三戸部スエ
- 奥村敬也：千田是也
- 阿久沢：滝沢修
- 小鎌田：宇野重吉
- 奥村家の婆や：北林谷栄
- 品川ミエ子：渡規子
- バーテン：宮原徳平
- 刑事：高品格、植村進。山田禪二
- 記念館受付：小田切みき
- パチンコ屋の職人：三島謙
- パチンコ屋の女の子：石塚雅子、加藤厚子
- 芸者：滝川まゆみ、須田喜久代、芳川千鶴
- 踊り子：三島保子、星野昌子、明石淳子、谷利子
- 役名不明：衣笠一夫、光沢でんすけ、鈴木俊子

## 映画（新東宝版）

### スタッフ
- 企画：安達英三郎
- 監督：阿部豊
- 原作：獅子文六
- 脚本：館岡謙之助
- 撮影：岩佐一泉
- 音楽：鈴木静一
- 美術：進藤誠吾
- 照明：関川次郎
- 録音：中井喜八郎

### キャスト
- 奥村千春：安西郷子
- 奥村鉄也：上原謙
- 宇都宮慎一：宇津井健
- 宇都宮蝶子：高峰三枝子
- 船越トミ：越路吹雪
- 筆駒：筑紫あけみ
- 藤谷新子：江畑絢子
- 芦野良子：千明みゆき

## テレビドラマ
1966年7月4日から同年9月26日までTBS系列の『ナショナル劇場』で放送。全13回。

### スタッフ
- 原作：獅子文六
- 脚本：窪田篤人、林秀彦
- 演出：宮武昭夫
- 音楽：服部克久
- プロデューサー：逸見稔
- 制作：東宝、TBS

### キャスト
- 北大路欣也
- 森光子
- 吉村実子
- 三木のり平
- 草笛光子

| TBS系 ナショナル劇場 | TBS系 ナショナル劇場        | TBS系 ナショナル劇場                                                   |
| 前番組               | 番組名                      | 次番組                                                                 |
| -------------------- | --------------------------- | ---------------------------------------------------------------------- |
| ともだち             | 青春怪談 （テレビドラマ版） | トッポ・ジージョ・ イン・ジャパン 【つなぎ番組】 ↓ 戦国太平記 真田幸村 |

| スタブアイコン | サブスタブ | この項目は、まだ閲覧者の調べものの参照としては役立たない、映画に関連した書きかけの項目です。この項目を加筆・訂正などしてくださる協力者を求めています（P:映画/PJ:映画）。 |